# Malott
Malott az Amerikai Egyesült Államok északnyugati részén, Washington állam Okanogan megyéjében elhelyezkedő statisztikai település. A 2010. évi népszámlálási adatok alapján 487 lakosa van.
Malott postahivatala 1890 óta működik. A település névadója az 1886-ban itt letelepedettt L.C. Malott.
A helységet 1890-ben alapították; területét 1909-ben jelölték ki. Az eredetileg pihenőhelyként szolgáló település 1938-ban a Loop Loop-patak gátjának átszakadása miatt víz alá került. Malottot 2014-ben a közeli erdőtüzek miatt evakuálták.

## Éghajlat
A város éghajlata nedves kontinentális (a Köppen-skála szerint Dsb).
| Hónap                         | Jan.  | Feb.  | Már.  | Ápr. | Máj. | Jún. | Júl. | Aug. | Szep. | Okt.  | Nov.  | Dec.  | Év    |
| ----------------------------- | ----- | ----- | ----- | ---- | ---- | ---- | ---- | ---- | ----- | ----- | ----- | ----- | ----- |
| Rekord max. hőmérséklet (°C)  | 16,1  | 22,8  | 26,1  | 35,6 | 38,3 | 42,8 | 45,6 | 41,7 | 38,9  | 32,2  | 25,0  | 19,4  | 45,6  |
| Átlagos max. hőmérséklet (°C) | 0,6   | 4,4   | 11,7  | 17,2 | 22,2 | 26,7 | 31,1 | 31,1 | 25,6  | 16,7  | 6,7   | 0,0   | 16,2  |
| Átlagos min. hőmérséklet (°C) | −6,1  | −4,4  | −0,6  | 2,8  | 6,7  | 10,6 | 13,9 | 13,9 | 8,9   | 2,2   | −2,2  | −6,7  | 3,3   |
| Rekord min. hőmérséklet (°C)  | −30,0 | −31,7 | −22,8 | −9,4 | −7,2 | −1,1 | 1,7  | −0,6 | −6,7  | −15,0 | −21,1 | −29,4 | −31,7 |
| Átl. csapadékmennyiség (mm)   | 43    | 34    | 30    | 27   | 33   | 31   | 21   | 12   | 15    | 28    | 46    | 65    | 385   |
| Forrás: The Weather Channel   |       |       |       |      |      |      |      |      |       |       |       |       |       |

## Népesség
A 2010-es népszámláláskor  487 lakója, 189 háztartása és 123 családja volt. A népsűrűség 102,1 fő/km2. A lakóegységek száma 221, sűrűségük 46,3 db/km2. A lakosok 81,3%-a fehér,  5,1%-a indián, 0,2%-a ázsiai,  10,3%-a egyéb, 3,1%-a pedig kettő vagy több etnikumú. A spanyol vagy latino származásúak aránya 18,1% (15,8% mexikói, 0,4% Puerto Ricó-i,  1,8% egyéb spanyol vagy latino származású.)
A háztartások 28%-ában élt 18 évnél fiatalabb. 49,2% házas, 12,7% egyedülálló nő, 3,2% egyedülálló férfi, 34,9% pedig nem család. 24,3% egyedül élt; 8,5%-uk 65 éves vagy idősebb. Egy háztartásban átlagosan 2,58 személy élt; a családok átlagmérete 3,04 fő.
A medián életkor 41,1 év volt. Lakóinak 23,6%-a 18 évesnél fiatalabb, 4,1% 18 és 24 év közötti, 24,2%-uk 25 és 44 év közötti, 29,8%-uk 45 és 64 év közötti, 15,2%-uk pedig 65 éves vagy idősebb. A lakosok 50,5%-a férfi, 49,5%-a pedig nő.

## Fordítás
Ez a szócikk részben vagy egészben  a   Malott, Washington című angol Wikipédia-szócikk ezen változatának fordításán alapul.  Az eredeti cikk szerkesztőit annak laptörténete sorolja fel. Ez a jelzés csupán a megfogalmazás eredetét és a szerzői jogokat jelzi, nem szolgál a cikkben szereplő információk forrásmegjelöléseként.